# Gwynedd
Gwynedd é uma das 22 Principal Areas (regiões dirigentes) do País de Gales. Localizada no noroeste do País, foi nomeada assim devido ao antigo Reino de Gwynedd que existia no local. Embora seja uma das maiores regiões, em termos geográficos, é uma das menores em densidade populacional. Nesta região dirigente, a maioria da população é falante da língua galesa.
Em Gwynedd localiza-se a Bangor University, a península de Llŷn, e a maior parte do Snowdonia National Park.
O nome "Gwynedd" é também usado para o condado histórico preservado (preserved county), num total de oito, que até 1996 era uma divisão política oficial em Gales e cobria a região atual de Gwynedd e a região de Anglesey.

## História

### A formação daPrincipal Area
Gwynedd foi um reino, o Reino de Gwynedd independente desde o final do período romano até o século XIII quando foi conquistado e dominado pela Inglaterra. O território moderno de Gwynedd está baseado no território do antigo reino e foi um dos oito condados originalmente criados em 1º de abril de 1974 sob uma lei do governo local de 1972. A área deste condado cobria toda a área do condado histórico de Anglesey, Caernarvonshire com a totalidade de Merionethshire além da Edeyrnion Rural District (que foi para Clwyd), e também algumas poucas parishes (paróquias) em Denbighshire: Llanrwst, Llansanffraid Glan Conwy, Eglwysbach, Llanddoget, Llanrwst Rural e Tir Ifan.
Este condado foi dividido em cinco distritos: Aberconwy, Arfon, Dwyfor, Meirionnydd e Anglesey.
A lei do governo do País de Gales de 1994 aboliu esses condados de 1974 (e cinco distritos) em 1º de abril de 1996, e sua área foi dividida em: Anglesey, que se tornou uma autoridade independente, e Aberconwy (que incluiu as partes extintas de Denbighshire) passando a ser a nova Principal Area de Conwy.
O restante do condado foi constituído em uma Principal Area com o nome de Caernarfonshire and Merionethshire, referindo-se que essa Principal Area cobria a maior parte da superfície desses dois condados históricos. Em uma de sua primeira ação como uma autoridade unitária, a Principal Area mudou seu próprio nome para Gwynedd em 2 de abril de 1996.
A moderna Gwynedd é governada pelo Conselho de Gwynedd (Gwynedd Council). Como uma autoridade unitária, a moderna Principal Area não tem nenhum distrito, entretanto Arfon, Dwyfor e Meirionnydd ainda permanecem em sua região como Áreas de Comitê (area comitee), subdivisão com função na organização das eleições regionais e nacionais.
As fronteiras anteriores a 1996 permanecem ainda como "Condados Preservados" com poucas atribuições como tenência (Lieutenancy), áreas de representações do Reino Unido com atividades representativas ligadas à Coroa Britânica.

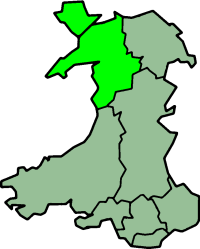
O extinto Condado de Gwynedd, de 1974 a 1996
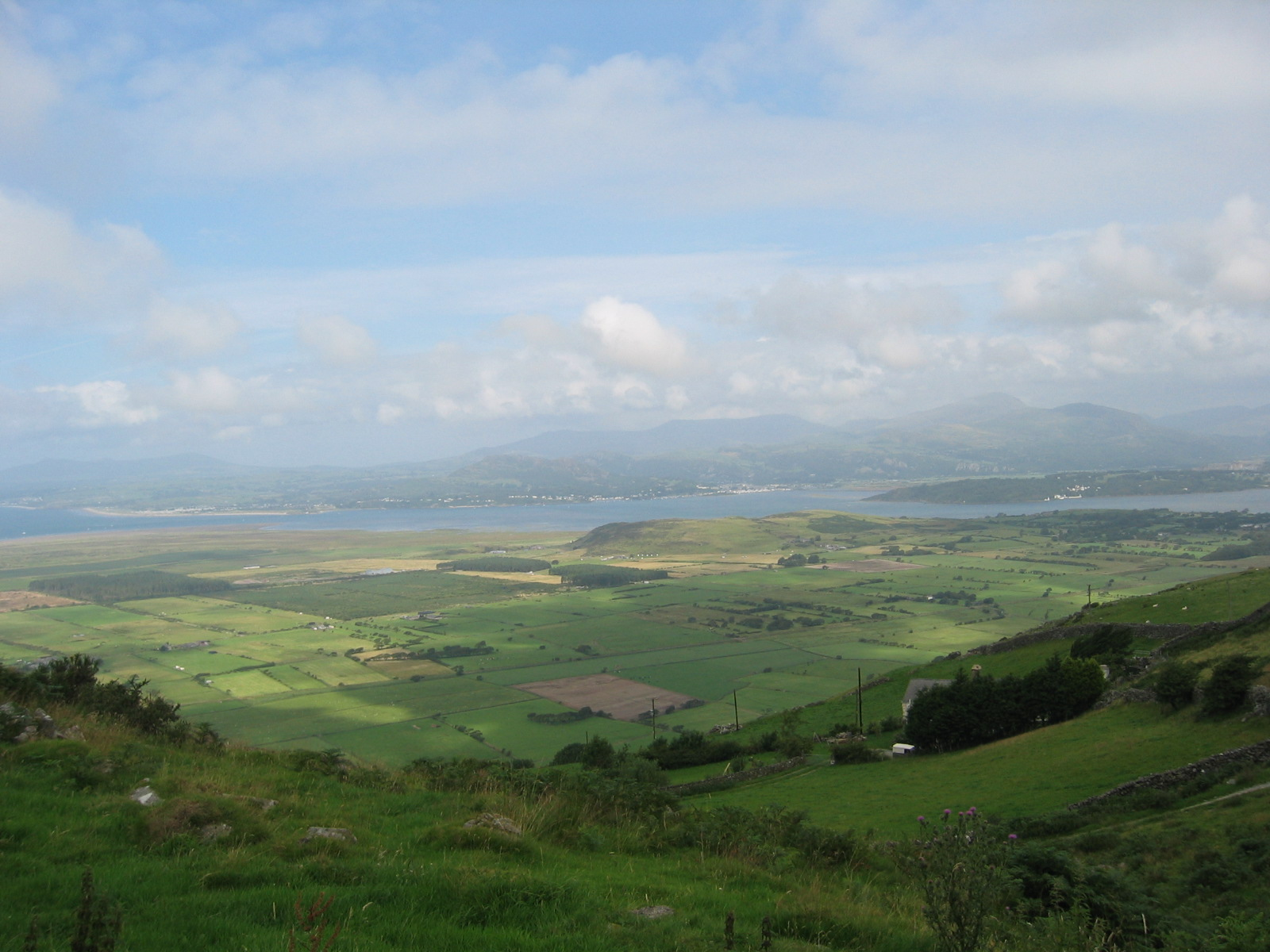
Vista da baía de Tremadog, em Gwynedd

### Parque Nacional de Snowdonia
O Parque Nacional de Snowdonia (Snowdonia National Park) foi formado em 1951. Em 1974 uma reorganização do parque adicionou as fronteiras do parque inteiramente para o extinto Condado de Gwynedd e este funcionava com um departamento no Conselho do Condado de Gwynedd (Gwynedd County Council). Porém, após a reorganização política de 1996, parte das fronteiras do parque foram divididas com Cowy e a administração deste ficou também dividida entre os Conselhos de Cowy e Gwynedd, sendo que o Conselho de Gwynedd nomeia nove dos 18 membros da Autoridade Nacional do Parque de Snowdonia (National Park Authority), Cowy nomeia três e os seis restantes são nomeados pela Assembleia Nacional do País de Gales.